# Aquile dal mare
Aquile dal mare (Task Force) è un film del 1949 diretto da Delmer Daves.
È un film di guerra statunitense con Gary Cooper, Jane Wyatt e Wayne Morris.

## Trama
Dopo la laurea presso l'Accademia Navale, nel 1917, il pilota della Marina Jonathan L. "Scotty" Scott trascorre 28 anni, dal 1921 al 1949, sostenendo l'importanza dell'aviazione navale ed il potenziale bellico delle portaerei. Durante questo periodo, egli difende le sue idee subendo l'avversione di persone potenti della US Navy e del Congresso degli Stati Uniti; sposa Mary Morgan, la vedova di un collega aviatore morto in un incidente durante un decollo a bordo della USS Langley. Nonostante tutto, Scott ha l'aiuto e l'amicizia del suo mentore e ufficiale superiore, Pete Richard.
Gli Scotts trascorrono due anni alle Hawaii per poi passare ad Annapolis, sede dell'Accademia Navale, dove Scott, ora tenente comandante (capitano di corvetta), ha il compito di insegnare tattica di aviazione navale, ma la sua posizione apertamente a favore dell'uso delle portaerei in combattimento gli fa perdere una promozione. Quando il Giappone invade la Manciuria, a Scott viene fatta la vantaggiosa offerta di vendere velivoli per l'aviazione civile in Europa, ma egli sceglie di rimanere in Marina.
Dopo che Pearl Harbor viene attaccata dai giapponesi, la nave di Scott, la USS Enterprise, è pesantemente coinvolta in azione nella battaglia delle Midway. In seguito Scott si reca a Washington per sostenere la produzione di più portaerei fino a che sia armata una vera flotta di portaerei. Durante la battaglia di Okinawa, la flotta, con Scott come comandante (capitano di vascello) della portaerei USS Franklin (CV-13), dimostra il suo valore. Quando il ponte di volo della sua portaerei è gravemente danneggiato da aerosiluranti giapponesi, la nave è costretta a ritirarsi negli Stati Uniti per le riparazioni, ma la guerra finisce mentre arrivano nel New York Navy Yard. Quattro anni dopo la fine della guerra, Scott, ora contrammiraglio, si ritira e ritorna da Mary, sua moglie, che lo attende sul molo.

## Produzione
Il film, diretto e sceneggiato da Delmer Daves, fu prodotto da Jerry Wald per la Warner Bros. e girato a San Diego e nei Warner Brothers Burbank Studios a Burbank, in California, da fine ottobre al 31 dicembre 1948. La US Navy fornì il supporto completo, non solo consentendo l'utilizzo delle navi per le riprese, ma fornendo anche filmati d'archivio a colori.

## Colonna sonora
- Tea for Two -  musica di Vincent Youmans
- Abdulla Bulbul Amir -  scritta da William Percy French, cantata da Gary Cooper
- O Christmas Tree - tradizionale
- Hark! The Herald Angels Sing -  musica di Felix Mendelssohn-Bartholdy  (1840),  parole di Charles Wesley

## Distribuzione
Il film fu distribuito con il titolo Task Force negli Stati Uniti nel settembre del 1949 al cinema dalla Warner Bros.
Altre distribuzioni:
- in Finlandia il 31 marzo 1950 (Taivaanranta liekeissä)
- in Svezia il 3 aprile 1950 (Horisonten i flammor)
- in Francia il 21 aprile 1950 (Horizons en flammes)
- in Austria il 26 agosto 1950 (Horizont in Flammen)
- in Danimarca il 20 novembre 1950 (Horisonten i flammer)
- in Spagna il 22 gennaio 1951 (Puente de mando)
- in Portogallo il 23 agosto 1951 (A Última Batalha)
- in Giappone il 22 luglio 1953
- in Germania Ovest il 27 gennaio 1956 (Sturm über dem Pazifik)
- in Finlandia il 13 marzo 1964 (redistribuzione)
- in Italia (Aquile dal mare talvolta citato come Aquile del mare)
- in Polonia (Grupa uderzeniowa)
- in Brasile (Horizonte em Chamas)
- in Cile (Horizontes en llamas)
- in Grecia (I navmahia tou Leyte)

## Critica
Secondo il Morandini è un film " agiografico" con un "Cooper sprecato". Secondo Leonard Maltin il film può vantare "una storia ben fatta ma non eccezionale".
Molto interessanti i filmati d'epoca originali, inseriti nel film.